# Sebastiano Sanguinetti
Sebastiano Sanguinetti (ur. 29 marca 1945 w Lula) – włoski duchowny katolicki, biskup Tempio-Ampurias w latach 2006–2023.

## Życiorys
Święcenia kapłańskie otrzymał 2 sierpnia 1970. Pracował przede wszystkim jako duszpasterz parafialny oraz duszpasterz różnych sekcji Akcji Katolickiej. W latach 1991–1997 był krajowym asystentem sekcji edukacyjnej tejże organizacji.
27 marca 1997 papież Jan Paweł II mianował go ordynariuszem diecezji Ozieri. Sakry  biskupiej udzielił mu 17 maja 1997 kard. Eduardo Francisco Pironio.
22 kwietnia 2006 został ordynariuszem diecezji Tempio-Ampurias.
11 lipca 2023 papież Franciszek przyjął jego rezygnację z pełnionej funkcji.